# 傑西·海恩斯
傑西·約瑟夫·海恩斯（英語：Jesse Joseph Haines, 1893年7月22日—1978年8月5日），綽號「Pop」，為美國職棒大聯盟的投手。生涯19年生涯效力過辛辛那提紅人及聖路易紅雀。1970年入選名人堂。2014年入選聖路易紅雀名人堂。

## 職業生涯
海恩斯於1918年短暫升上大聯盟。1920年，他成為紅雀隊的主力。儘管該年僅拿下13勝20敗，但他該季投了301又2/3局，防禦率僅2.98。
1924年7月24日，他面對波士頓勇士隊投出隊史首場無安打。
1926年世界大賽，海恩斯拿下了兩勝。第七戰他更是投到手指水泡破裂流血，接替的格羅佛·克里夫蘭·亞歷山大在滿壘時三振湯尼·拉澤里，凍結洋基反攻氣勢，最終紅雀拿下勝利。
隨著年紀增長，他的控球壓制力漸漸不如年輕時的威力，不過他開始使用了蝴蝶球後，反而讓他繼續在大聯盟生存。而且據說海恩斯的蝴蝶球投法跟一般的蝴蝶球握法不同。
1936年，總教練法蘭基·弗里許原以海恩斯年紀過大為由，打算將他釋出。但無奈紅雀投手傷兵過多，因此弗里許只好海恩斯又繼續待在紅雀隊。
1937年，紅雀釋出海恩斯，他也宣布退休。總計他生涯一共拿下了3座冠軍戒，投出210勝158敗，981次三振，防禦率3.64。

## 晚年
1970年，海恩斯獲得名人堂資深委員會的提名，入選名人堂。不過棒球數據研究員Bills James認為海恩斯不值得入選名人堂。1978年，海恩斯於代頓逝世。
2014年1月，紅雀將含海恩斯在內的22名前球員引薦至聖路易紅雀名人堂。

## 外部連結
- 球員資訊和成績在MLB ，ESPN，Retrosheet ，Baseball Reference ，Baseball Reference (Minors) ，Fangraphs ，The Baseball Cube （英文）